# Hasta el cielo
Hasta el cielo is een Spaanse film uit 2020, geregisseerd door Daniel Calparsoro.

## Verhaal
Ángel sluit zich aan bij een bende jonge criminelen. Hij weet zich al snel op te werken tot de protegé van Rogelio, een van de mannen die de zwarte markt in de stad controleert. Hij komt er al gauw achter dat de prijs van macht hoog is, en dat hij zal moeten kiezen tussen een toekomst als crimineel en de liefde van zijn leven.

## Rolverdeling
| Acteur              | Personage |
| ------------------- | --------- |
| Miguel Herrán       | Ángel     |
| Luis Tosar          | Rogelio   |
| Carolina Yuste      | Estrella  |
| Asia Ortega         | Sole      |
| Patricia Vico       |           |
| Fernando Cayo       |           |
| Richard Holmes      |           |
| Marina Campos       |           |
| Jaime García Machín |           |